# 鈴峯女子短期大学
鈴峯女子短期大学（すずがみねじょしたんきだいがく、英語: Suzugamine Women’s College）は、広島県広島市西区井口4-6-18に本部を置いていた日本の私立大学である。1950年に設置され、2017年に廃止された。大学の略称は鈴短（通称：スズタン）。

## 概観

### 大学全体
- 鈴峯女子短期大学は、学校法人修道学園が設置していた日本の私立短期大学。以前は学校法人鈴峯学園だったが、2015年（平成）27年4月に合併し、修道学園が存続法人となった。かつては、4学科と1学科2専攻とかなりの規模を擁し、ピーク時には在籍者数1,500名を超える全国有数の女子短期大学であったが、学科の増設、統合を幾度か経て、閉校時は3学科、専攻科1専攻の規模になっていた。
閉校時は、広島県広島市西区内にキャンパスがあった。

### 建学の精神（校訓・理念・学是）
- 鈴峯女子短期大学における建学の精神は「報恩感謝・実践」となっている。

### 教育および研究
- 昼間部2年制の短期大学。鈴峯女子短期大学の学科として注目すべきは、食物栄養学科には製菓衛生師を養成する課程がある点であり、これは中国地方の短大では唯一のものとなっていた。ほか全学科・専攻科のそれぞれを対象に海外研修制度が設けられていた。

### 学風および特色
- 鈴峯女子短期大学は、広島瓦斯電軌株式会社が設立した1940年発足の「広島瓦斯電軌学園」が母体となっている。この「広島瓦斯電軌株式会社」は、現在では広島ガス、並びに広島電鉄となっている。下の「沿革」にあるように、1950年の設置時には英文科のみであったものの、翌年には家庭理科が増設され、英文科を外国語科に改組し、英語専攻・仏語専攻が置かれた。以後、時代の要請に応じ学科の増設を続け発展した。最寄りの駅である広島電鉄宮島線「修大附属鈴峯前」（2015年4月までの駅名は「鈴峯女子大前」）駅も短大の設置に合わせて設けられ、学校から徒歩2分程度の至近距離にある。

## 沿革
- 1940年（昭和）15年 - 広島瓦斯電軌学園が設立される。
- 1941年 - 広島商業実践女学校が設置される。
- 1943年 - 広島実践高等女学校に改称。
- 1946年 - 広島実践高等女学校に高等科（文科・理科）を設置。
- 1947年 - 高等科を鈴峯女子専門学校に改組。
- 1950年（昭和25年） - 鈴峯女子短期大学が英文科を設置して開校。
- 1951年 - 設置者が財団法人広島実践高等女学校から学校法人鈴峯学園に改組。家庭理科を増設。英文科を外国語科に改組し、英語専攻・仏語専攻を置く。
- 1953年 - 栄養科を増設。
- 1955年 - 国語科を増設。
- 1964年 - 教養科を増設。
- 1967年 - 栄養科を食物栄養科に改称。
- 2000年（平成12年） - 国語科と外国語科を統合させた言語文化学科を設置。
- 2001年 - 食物栄養科を食物栄養学科に改称。
- 2002年 - 専攻科栄養専攻を設置
- 2004年 - 保育学科を設置
- 2006年 - 教養学科と言語文化学科を統合させた言語文化情報学科を設置。
- 2008年 - 食物栄養学科に製菓コースを設置。専攻科に幼児教育専攻を設置する。
- 2013年 - 修道中学校・修道高等学校・広島修道大学を運営する修道学園と、2015年度を目途とした合併に合意。
- 2014年 - 言語文化情報学科を改組し、キャリア創造学科を設置。
- 2015年 - 鈴峯学園と修道学園の合併に伴い、設置者が学校法人修道学園となる。
- 2016年 - 学校全体（3学科・専攻科）の学生募集を停止。
- 2017年（平成29年）3月 - 閉校。広島修道大の新設学科に完全移行。

## 基礎データ

### 所在地
- 広島県広島市西区井口4-6-18

### 交通アクセス
- 広島電鉄宮島線修大附属鈴峯前駅下車。

## 教育および研究

### 組織

#### 学科
- 食物栄養学科：「栄養士」、「健康生活」、「医療情報」、「製菓」の各コースがあった。
- 保育学科（この学科のみ、コースを持たない）
- キャリア創造学科：2014年度より言語文化情報学科から改組。言語文化情報学科時代は「英語」、「日本語日本文化(^^)」、「観光」、「ビジネス・情報」の4コースがあった。日本語日本文化(^^)コースは、全国の大学・短大の専攻・コース名で初の顔文字が入った名称であった。（この標記に関連して、AERA、朝日新聞では記事が組まれた。また、mixiなどでは「炎上」したこともある。）

##### 学科の変遷
- 英語科→外国語科→言語文化学科→言語文化情報学科として統合。
  - 英語専攻：募集は1999年度まで。
  - 仏語専攻：募集は1999年度まで。
- 国語科：募集は1999年度まで。
- 家庭理科：全国の短大で唯一の名称。日常生活における生活環境を科学的に分析・研究するための学科で、｢環境科学｣・｢生命科学｣・｢バイオテクノロジー｣などの諸科目があった。学生募集は2000年度まで。
- 栄養科→食物栄養科→食物栄養学科
- 教養科→教養学科（学生募集は2005年度まで）→言語文化情報学科として統合。
- 保育学科
- 言語文化情報学科（学生募集は2014年度まで）→キャリア創造学科

#### 専攻科
- 栄養専攻：栄養士養成の短期大学卒業者が、より高度な教育や研究を行なう課程。修業年限は昼間部2年制で、大学評価・学位授与機構に認定されていた。

#### 別科
- なし

##### 取得資格について
- 中学校教諭二種免許状
  - 家庭：食物栄養学科健康生活コース。
  - 国語：言語文化情報学科（旧・国語科）にて、過去、取得可能であった。
  - 英語：言語文化情報学科にて、取得可能であった。（旧・外国語科英語専攻）
  - フランス語：かつて外国語科仏語専攻に設置されていた。この種の教科目は全国でもごく少数のものとなっていた。
  - 理科：過去にあった家庭理科にて設置されていた。
- 栄養士資格・栄養教諭二種免許状：食物栄養学科栄養士コース。なお、製菓コースでは製菓衛生師受験資格が得られた。
- 保育士資格・幼稚園教諭二種免許状：保育学科

#### 附属機関
- 鈴峯女子短期大学図書館

### 教育
- 現代的教育ニーズ取組支援プログラム
  - 保育学科の「正課と正課外を往還する専門型キャリア教育」にて採択されていた。

## 学生生活

### 部活動・クラブ活動・サークル活動
- 鈴峯女子短期大学のクラブ活動一覧（一部）
  - 体育系：バスケットボール・バドミントン・スキー・テニス・卓球・バレーボール・ダンスほか
  - 文化系：茶道・華道・美術・ロック・ガーデニング・ボランティア・文芸・天文・演劇・映画研究・書道・放送ほか。
  - ｢カープファンクラブ｣や｢体脂肪燃焼サークル｣といったユニークなクラブや大学祭実行委員会もあった。

### 大学祭
- 鈴峯女子短期大学の大学祭は、毎年概ね10月初旬に行われていた。広島市内では最も時期的に早い開催だった。

## 施設および校地の継承

### キャンパス
短期大学閉校後、校地は、広島修道大学附属鈴峯女子中学校・高等学校（現：広島修道大学ひろしま協創中学校・高等学校）に引き継がれた。
- 体育館
- 講堂
- 音楽室
- 学生会館
- 学生食堂
- 三鈴会館：茶室や和室がある。
- 学生寮

## 対外関係

### 他大学との協定

#### アメリカ
- ワシントン大学
- ノースシアトルコミュニティカレッジ

#### カナダ
- ランガラカレッジ

#### イギリス
- カンタベリークライスト・チャーチ大学：2000年10月16日、姉妹校提携を結ぶ。

### 姉妹校
- 鈴峯女子中学校・高等学校 - 学校法人合併により広島修道大学附属鈴峯女子中学校・高等学校と改称し、その後共学化し広島修道大学ひろしま協創中学校・高等学校と改称。
- 広島電鉄家政女学校 - 廃校

## 社会との関わり
- 高大連携公開講座が行われていた。
- また、地域貢献のために社会人を対象とした「オープンカレッジ」が十数年前から開講されており、平均して400名前後の社会人が受講していた。

## 卒業後の進路

### 就職
言語文化情報学科（旧学科（外国語科英語専攻・仏語専攻、国語科、教養学科、言語文化学科）卒業生も含む）
多彩な専門を活かし、一般企業への就職はもちろん、観光業やサービス業に就職する者が多く、第一勧業銀行（現「みずほ銀行」・いずも農業協同組合・オンワード樫山・近畿日本ツーリスト・JR東海・ワタベウェディング・リーガロイヤルホテル・フジトラベル・国内信販・新日本法規出版・ジェイティービー・天満屋・ナムコ・ネッツトヨタ・広島信用金庫・三越・広島東洋カープ・ホテルニューヒロデン・横浜ゴム・エヌ・ティ・ティ・ドコモ・呉信用金庫・第一生命保険・日本生命保険・広島市信用組合・福屋・山善・ユニックス・LAMPなど、実に幅広い分野の職種に就職している。また、在学中に取得した免許を活かして教育委員会に勤めている卒業生もいる。
食物栄養学科（旧「食物栄養科」卒業生も含む）
在学中に取得した資格を活かして日清医療食品・キユーピー・シダックス・富士産業・菱食・アヲハタ・カルビー・サンヨーフーズ・中央フード・スミダ飲料・マルハマ食品・マルヒ食品・広島東洋カープなどの一般企業や各種保育園・医療機関・学校など活躍の場は多岐にわたる。イトキン・大塚商会・住宅金融支援機構・山口銀行など専門職外に就く人もいる。
家庭理科（健康生活及び医療情報コース含む）
広島大学病院をはじめ各種医療機関のほかせとうち銀行・YAMATOなどの一般企業への就職者が多い。
保育学科
保育所や幼稚園へ就職している人が多い傾向にある。

### 編入学・進学実績
- 外国語科
  - 英語専攻：広島大学・島根大学・広島修道大学・安田女子大学ほか
  - 仏語専攻：中央大学ほか
- 家庭理科：佐賀大学・山口県立大学・広島工業大学・広島女学院大学ほか
- 食物栄養学科：女子栄養大学・兵庫大学・川崎医療福祉大学・くらしき作陽大学・広島国際大学・広島文教女子大学・福岡女学院大学ほか
- 国語科：比治山大学ほか
- 教養学科：広島大学・山口大学ほか
- 保育学科：

- 言語文化学科：広島大学・駿河台大学・呉大学・広島経済大学・広島修道大学ほか
- 言語文化情報学科：広島大学・比治山大学・広島女学院大学・京都精華大学・呉大学・広島経済大学・広島修道大学ほか多数。2011年度には広島大学文学部に2名、同時に編入学（国文と英文）という快挙も成し遂げ、2013年度には、「ビジネス・情報コース」から広島大学文学部（国文）への編入学も果たしている。